# مصايد الاسماك وتغير المناخ

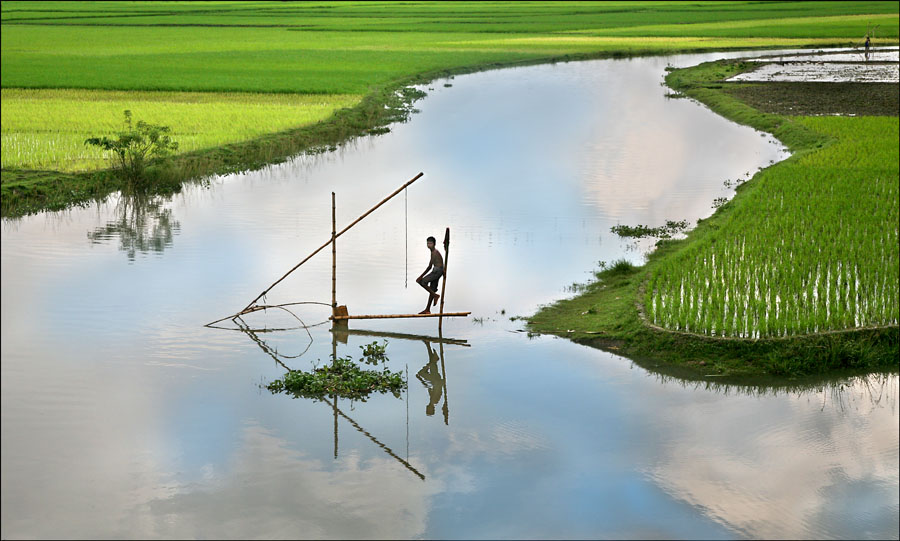
الصيد صياد مع شبكة الصيد في بنغلاديش. تتعرض مجتمعات الصيد الساحلية في بنغلاديش للفيضانات الناجمة عن ارتفاع مستوى سطح البحر.

إن ارتفاع درجات حرارة المحيطات [2] وتحمض المحيطات [3] يغيران بشكل جذري النظم الإيكولوجية المائية. يعدل تغير المناخ من توزيع الأسماك [4] وإنتاجية الأنواع البحرية والمياه العذبة. وهذا يؤثر على استدامة مصايد الأسماك وتربية الأحياء المائية، وكذلك تؤثر على سبل معيشة المجتمعات التي تعتمد على مصائد الأسماك، وعلى قدرة المحيطات على التقاط وتخزين الكربون (المضخة البيولوجية). ويعني تأثير ارتفاع مستوى سطح البحر أن بيئات الصيد الساحلية هي في الخط الأمامي المعرض لتغير المناخ، بينما يؤثر تغير أنماط سقوط الأمطار واستخدام المياه على مصايد الأسماك في المياه الجوفية (المياه العذبة) وتربية الأحياء المائية. كذلك من الصعب استكشاف العلاقة الكاملة بين مصائد الأسماك وتغير المناخ بسبب اختلاف كل مصائد أسماك والمسارات العديدة التي يؤثر عليها تغير المناخ.

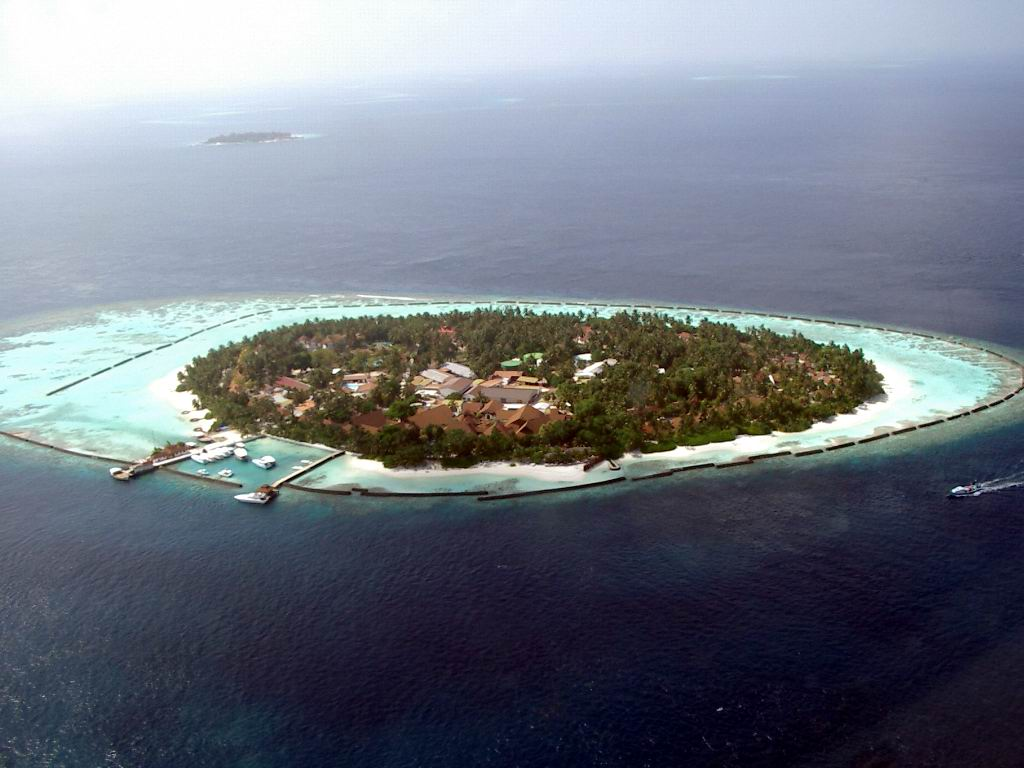
الجزيرة مع الشعاب المرجانية في جزر المالديف. الشعاب المرجانية يموتون في جميع أنحاء العالم.

تلعب المحيطات والنظم الإيكولوجية الساحلية دورًا مهمًا في دورة الكربون العالمية، وقد ساهمت في تخفيض حوالي 25٪ من ثاني أكسيد الكربون المنبعث من الأنشطة البشرية بين عامي 2000 و 2007 وحوالي نصف ثاني أكسيد الكربون الناتج عن النشاط البشري منذ بداية الثورة الصناعية. ويعني ارتفاع درجات حرارة المحيطات وتحمض المحيطات أن قدرة حوض الكربون في المحيطات ستزداد تدريجياً ضعف ما هي عليه، [7] مما يثير المخاوف العالمية المعلن عنها في إعلانات موناكو [8] ومانادو [9]. تعتبر  الأنظمة البيئية الصحية في المحيطات ضرورية لتخفيف تغير المناخ. [10] توفر الشعاب المرجانية غذاء لملايين أنواع الأسماك، وبدون أي تغيير في الانظمة البيئية سيودي إلى موت هذه الشعاب.

## التأثير على إنتاج الأسماك
إن حموضة المحيطات المتصاعدة تزيد من صعوبة الكائنات البحرية مثل الروبيان أو المحار أو الشعاب المرجانية لتشكيل قشورها - وهي عملية تعرف بالتكلس. العديد من الحيوانات الهامة، مثل العوالق الحيوانية، التي تشكل قاعدة السلسلة الغذائية البحرية لديها قذائف الكالسيوم. وهكذا يتم تغيير الشبكة الغذائية البحرية بأكملها - فهناك «شقوق في السلسلة الغذائية». ونتيجة لذلك، فإن التوزيع، [11] الإنتاجية، وتكوين أنواع الإنتاج العالمي من الأسماك آخذ في التغير، [12] وينتج عنه تأثيرات معقدة ومترابطة [13] على المحيطات ومصبات الأنهار والشعاب المرجانية وأشجار المانغروف وأسرة العشب البحري التي توفر الغذاء ومناطق الحضانة للأسماك. يؤثر تغير أنماط سقوط الأمطار وندرة المياه على مصايد الأنهار والبحيرات وإنتاج تربية الأحياء المائية. [14] [15] بعد العصر الجليدي منذ حوالي 200000 سنة، ارتفعت درجة حرارة الجو العالمية 3 درجات، مما أدى إلى زيادة في درجات حرارة البحر
من المتوقع نزوح أعداد أكبر من أسماك التونة الوثابة والتونة الخضراء إلى المناطق الشرقية بسبب تأثيرات تغير المناخ وتغير درجات حرارة المحيط والتيارات المائية. [17] وسيحول هذا مناطق الصيد باتجاه جزر المحيط الهادئ وبعيدا مكانها الرئيسي لميلانزيا، مما يعطل مصانع التعليب في المحيط الهادئ الغربي، ويحول إنتاج التونة إلى أماكن أخرى، ويترتب عليه تأثير محتمل على الأمن الغذائي.
الأنواع التي يتم الإفراط في صيدها، مثل أنواع سمك القد الأطلنطي، هي أكثر عرضة لتأثيرات تغير المناخ. فالسكان الذين يعانون من الصيد الجائر يقل لديهم عدد الاسماك، والتنوع الجيني، والعمر مقارنة بالسكان الآخرين. [18] هذا يجعلهم أكثر عرضة للضغط المرتبط بالبيئة، بما في ذلك تلك الناتج عن تغير المناخ. في حالة سمك القد الأطلنطي الموجود في بحر البلطيق، يتركز الضغط بالقرب من حدودها العليا، ويمكن أن يؤدي ذلك إلى عواقب مرتبطة بمتوسط حجم ونمو السكان.
ببسبب تغير المناخ، تغير توزيع الهائمات الحيوانية. لقد تحركت تجمعات كوتب-كو-كوول شمالاً لأن المياه أصبحت أكثر دفئاً، وتم استبدالها بمجموعات حاضنة لتجمع الماء الدافئ، ولكن كتلتها الحيوية صغيرة وتمتلك أنواع صغيرة معينة من الاسماك. . يتطلب سمك القد الأطلسي نظامًا غذائيًا من القرون الكبيرة ولكن نظرًا لأنهم قد تحركوا، فإن معدلات الأخلاق في الأعمدة القطبية مرتفعة، ونتيجة لذلك انخفض التوظيف في هذا القد 

## التأثير على بيئات الصيد

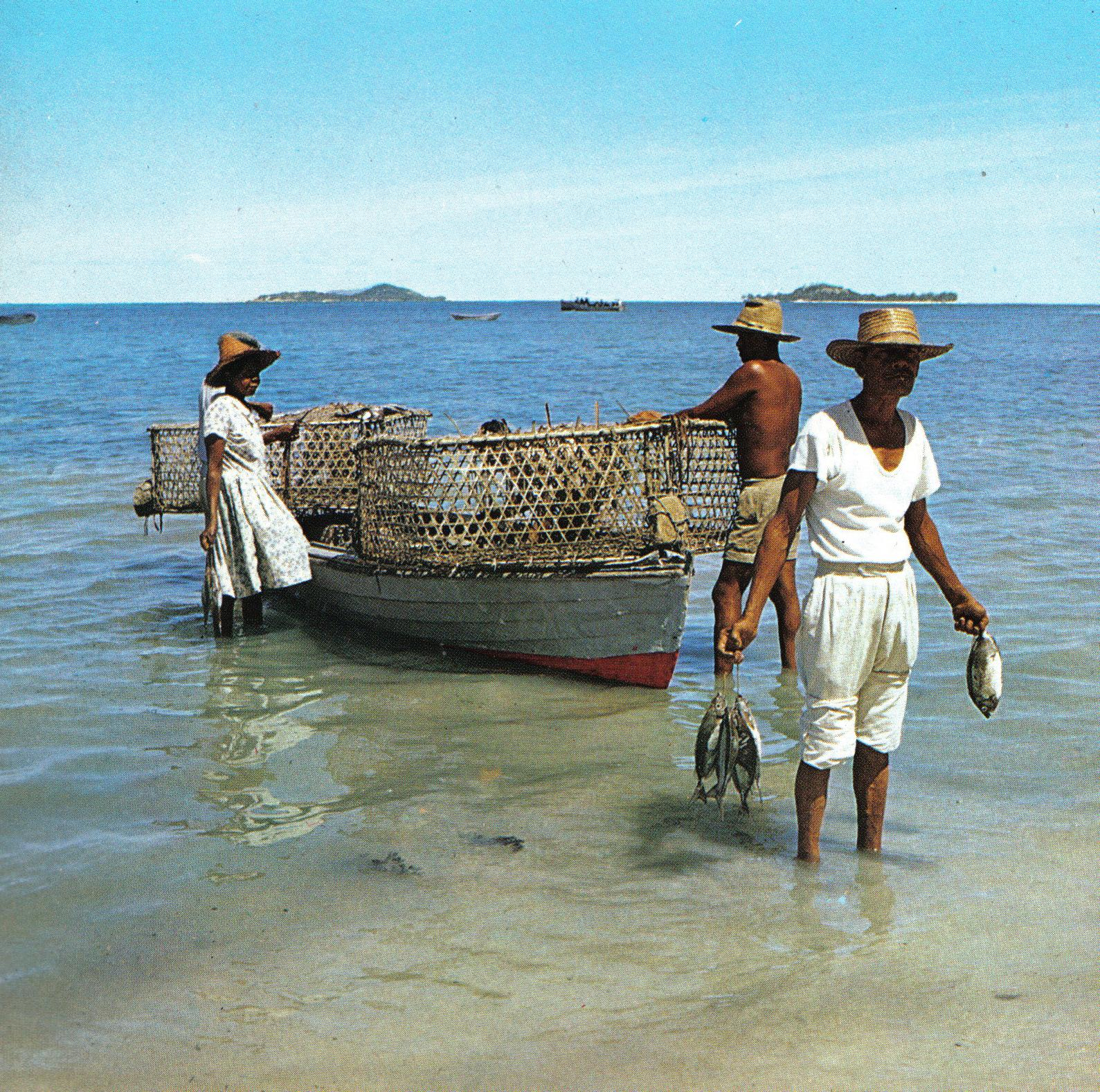
صياد يهبط بصيده سيشل

السكان الساحليون والصيادون [20] والبلدان التي تعتمد على مصائد الأسماك [21] معرضون بشكل خاص لتغير المناخ. فالبلدان المنخفضة مثل المالديف (22) وتوفالو المعرضتان للخطر بشكل خاص قد تصبح أول الدول المتأثرة من تغير المناخ. لا تخضع مجتمعات الصيد في بنجلاديش لارتفاع مستوى سطح البحر فحسب، بل أيضا إلى الفيضانات وزيادة الأعاصير. وتنتج مجتمعات الصيد على طول نهر ميكونغ أكثر من مليون طن من أسماك الباسا سنويا، كما ستعاني سُبل العيش وإنتاج الأسماك من تسرب المياه المالحة نتيجة ارتفاع مستوى سطح البحر والسدود. [23]
وبينما يزيد تغير المناخ من آثار الأنشطة البشرية، فإن عكس ذلك ينطبق أيضاً. كما تزيد الأنشطة البشرية من تأثير تغير المناخ. وارتبط النشاط البشري بمستويات التغذية في البحيرات، والتي تربط المستويات المرتفعة بزيادة التعرض للتغير المناخي. كانت بحيرة أنِسي وبحيرة جنيف وبحيرة بورجيه تخضع للتجارب المتعلقة بالعوالق الحيوانية. [24] بحيرة جنيف وبحيرة بورجيت تحتويان على مستويات عالية نسبيا من العناصر الغذائية واستجابتا بدرجة كبيرة نحو العوامل المتعلقة بتغير المناخ، مثل تقلبات الطقس. وتمتلك بحيرة أنيسي أدنى مستوى من مستويات التغذية واستجابت بشكل نسبي لهذه العوامل.
تسهم مصايد الأسماك وتربية الأحياء المائية إسهاما كبيرا في الأمن الغذائي وسبل العيش. توفر الأسماك التغذية الأساسية لثلاثة مليارات شخص وما لا يقل عن 50 ٪ من البروتين الحيواني والمعادن إلى 400 مليون شخص من أفقر بلدان العالم ([25]). هذا الأمن الغذائي مهدد بتغير المناخ وتزايد عدد سكان العالم. يغير تغير المناخ عدة عوامل للصيادين: وفرة الإنتاج، الاستقرار، سهولة الوصول، والاستفادة. [26] تختلف التأثيرات الخاصة لتغير المناخ على هذه المعايير بشكل كبير اعتمادًا على خصائص المنطقة، حيث تستفيد بعض المناطق من التحول في الاتجاهات وتتعرض بعض المناطق لضرر بناءً على عوامل التعرض والحساسية والقدرة على الاستجابة للتغيرات المذكورة، كذلك قد يؤدي نقص الأوكسجين في المياه الدافئة إلى انقراض الحيوانات المائية [27] قد لا يتغير الأمن الغذائي العالمي بشكل كبير، إلا أن السكان الريفيين والفقراء سيتأثرون بشكل سلبي على أساس هذه المعايير، حيث انهم يعانون من نقص الموارد والقوى البشرية العاملة التي تقوم بتغيير بنيتها التحتية بسرعة وتكييفها مع التغيرات المناخية. يعتمد أكثر من 500 مليون شخص في البلدان النامية، بشكل مباشر أو غير مباشر، على مصايد الأسماك وتربية الأحياء المائية لكسب لقمة عيشهم - يعتبر الاستزراع المائي أسرع نظم إنتاج الأغذية نمواً في العالم، حيث ينمو بمعدل 7 ٪ سنوياً، والمنتجات السمكية هي من بين أكثر المنتجات الغذائية تداولاً على نطاق واسع، وأكثر من 37 ٪ (من حيث الحجم) من الإنتاج العالمي المتداول على الصعيد الدولي. [28]

## التكيف والتخفيف
يمكن معالجة آثار تغير المناخ من خلال التكيف والتخفيف. إن تكاليف وفوائد التكيف هي في الأساس فوائد محلية أو وطنية، في حين أن تكاليف التخفيف هي في الأساس وطنية في وفوائدها عالمية. تولد بعض الأنشطة فوائد التخفيف والتكيف على سبيل المثال، على سبيل المثال، يمكن أن تؤدي استعادة غابات المنغروف إلى حماية الشواطئ من التآكل وتوفير مناطق خصبة للأسماك مع عزل الكربون أيضًا.

### تكيف
لدى العديد من الوكالات الدولية، بما في ذلك البنك الدولي ومنظمة الأغذية والزراعة [29] ، برامج لمساعدة البلدان والمجتمعات على التكيف مع ظاهرة الاحتباس الحراري، على سبيل المثال من خلال تطوير سياسات لتحسين مرونة [30] الموارد الطبيعية، تقييم المخاطر، من خلال زيادة الوعي [31] من تأثيرات تغير المناخ وتعزيز النظم الرئيسية، مثل نظم التنبؤ بالطقس والإنذار المبكر. [32] ويبين تقرير التنمية في العالم لعام 2010 - التنمية وتغير المناخ، الفصل 3 [33] ، أن تقليل الطاقة المفرطة في أحواض الصيد وإعادة بناء المخزونات السمكية يمكن أن يحسّن المرونة إزاء تغير المناخ ويزيد من العوائد الاقتصادية من المصايد الطبيعية بنحو 50 مليار دولار سنوياً. أيضا يساهم في تقليل انبعاثات الغازات الدفيئة الناتجة من أحواض الصيد. وبالتالي، يمكن أن يكون لإزالة الدعم عن الوقود لصيد الأسماك فائدة مزدوجة من خلال الحد من الانبعاثات والصيد المفرط.
الاستثمار في تربية الأحياء المائية المستدامة [34] يمكن أن يخفف استخدام المياه في الزراعة مع إنتاج الغذاء وتنويع الأنشطة الاقتصادية. كما يظهر الوقود الحيوي الطحلبي إمكانية أن تنتج الطحالب 15-300 مرة من النفط لكل فدان من المحاصيل التقليدية، مثل بذور اللفت، وفول الصويا، أو الجاتروفا والطحالب البحرية لا تتطلب وجود مياه عذبة. تقدم البرامج مثل برامج البحوث المستهدفة المرجانية التي يمولها مرفق البيئة العالمية المختص بشأن بناء المرونة والحفاظ على النظم الإيكولوجية للشعاب المرجانية، [35] في حين قدمت ستة بلدان من منطقة المحيط الهادئ مؤخرًا تعهدًا رسميًا لحماية الشعاب المرجانية في نقطة هامة  للتنوع البيولوجي - مثلث المرجان. [36]

### تخفيف

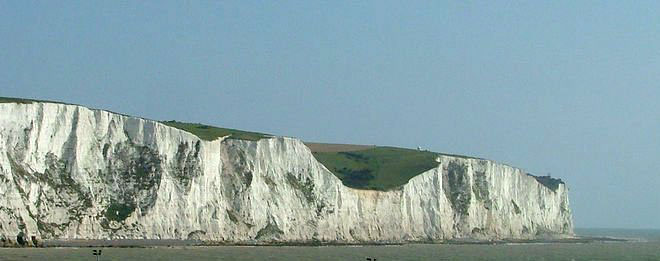
المنحدرات البيضاء من دوفر

لقد ساهمت المحيطات في ازالة ما نسبته 50٪ [37] من ثاني أكسيد الكربون الناتج عن الأنشطة البشرية، لذا فقد استوعبت المحيطات الكثير من تأثير تغير المناخ. توضح منحدرات دوفر البيضاء الشهيرة كيف يلتقط المحيط ويدفن الكربون. تتشكل هذه المنحدرات الجيرية من الهياكل العظمية للعوالق البحرية المسماة بالكوكوليت. وبالمثل، يُعزى تكوُّن النفط إلى العوالق البحرية والمائية إلى حدٍ كبير، وهو ما يبرز الدور الرئيسي للمحيطات في احتجاز الكربون.
إن كيفية التقاط المحيطات لدفن ثاني أكسيد الكربون ودراستها بالضبط هي موضوع بحث مكثف [38] من قبل العلماء في جميع أنحاء العالم، مثل مشروع كاربوشين ويعني المستوى الحالي لانبعاثات غازات الدفيئة أن حموضة المحيطات ستستمر في الزيادة وأن النظم الإيكولوجية المائية سوف تستمر في التدهور والتغير يتطلب الوضع هنا آليات ردود افعال معنية. على سبيل المثال، يمكن للمياه الأكثر دفئاً أن تمتص كمية أقل من ثاني أكسيد الكربون، لذلك سوف تنطلق بعض ثاني أكسيد الكربون المنحل مرة أخرى إلى الغلاف الجوي. كما يقلل الاحترار من مستويات المغذيات في المنطقة المتوسطة العمق  (حوالي 200 إلى 1000 متر في العمق). وهذا بدوره يحد من نمو الدياتومات لمصلحة العوالق النباتية الأصغر حجما التي تعد المضخات البيولوجية الكربونية الأضعف. وهذا يحد من قدرة الأنظمة الإيكولوجية للمحيطات على عزل الكربون مع دفء المحيطات. [40] ما هو واضح، أن النظم الإيكولوجية البحرية والساحلية صحية ضرورية لمواصلة الدور الحيوي لامتصاص الكربون في المحيطات، كما هو مبين، على سبيل المثال، من خلال تقييم الكربون الأزرق [41] الذي أعده برنامج الأمم المتحدة للبيئة وتقرير مصارف الكربون الساحلية [42] من IUCN ودليل متنام على دور الكتلة الحيوية السمكية [43] في نقل الكربون من المياه السطحية إلى أعماق المحيط.
وبينما تشمل أدوات تمويل الكربون المختلفة استعادة الغابات (REDD) وإنتاج الطاقة النظيفة (الاتجار في الانبعاثات)، إلا أن القليل منها يتناول الحاجة إلى تمويل المحيطات الصحية والنظم البيئية المائية على الرغم من أنها ضرورية لاستمرار امتصاص ثاني أكسيد الكربون وغازات الدفيئة. وقد تم تحدي الأساس العلمي لتخصيب المحيطات - لإنتاج المزيد من العوالق النباتية لزيادة امتصاص ثاني أكسيد الكربون، وتعرضت مقترحات دفن ثاني أكسيد الكربون في أعماق المحيطات لانتقادات من جانب علماء البيئة

## الإفراط في صيد الأسماك
على الرغم من أن هناك انخفاضًا في مصائد الأسماك بسبب تغير المناخ، إلا أن سببًا مرتبطًا بهذا الانخفاض يرجع إلى الإفراط في الصيد. يؤدي الصيد الجائر إلى تفاقم آثار تغير المناخ من خلال خلق الظروف التي تجعل عشائر الصيد أكثر حساسية للتغيرات البيئية. تشير الدراسات إلى أن حالة المحيط تتسبب في انهيار مصائد الأسماك، وفي المناطق التي لم تنهار فيها مصايد الأسماك، فإن كمية الصيد الجائر الذي يتم القيام به لها تأثير كبير على الصناعة. [44] إن الصيد الجائر يرجع إلى الوصول إلى البحر المفتوح، مما يجعل من السهل جداً على الناس الصيد، حتى لو كان فقط للمتعة. هناك أيضا طلب كبير على المأكولات البحرية من قبل الصيادين، وكذلك التكنولوجيا الحديثة التي زادت من كمية الأسماك التي تم اصطيادها خلال كل رحلة. [44]
إذا كان هناك كمية محددة من الأسماك التي سمح للناس باصطيادها، فهذا يمكن أن يحل مشكلة الصيد الجائر. [44] يوجد هذا النوع من نظام الحد في عدد قليل من البلدان بما في ذلك نيوزيلندا والنرويج وكندا والولايات المتحدة. في هذه الدول ساعد نظام الحد بنجاح في صناعات الصيد. [44] وتسمى هذه الأنواع من الأنظمة الحدودية حصة الصيد الفردية. وهذا يعني أنه في المناطق التي توجد فيها هذه الحصة، تمتلك الحكومة كيانًا قانونيًا عليها، وفي هذه الحدود يحق لها الاستفادة من مواردها البحرية كما تشاء. [44]